# موج عظیم کاناگاوا
موج عظیم کاناگاوا (به ژاپنی: 神奈川沖浪裏، تلفظ: کاناگاوا اُکی نامی اورا) یک باسمه چوبی معروف یا اوکی‌یوئه اثر هنرمند ژاپنی، هوکوسائی است. ترجمهٔ دقیق‌تر نام این اثر آن‌سوی موج در ساحل کاناگاوا است.
این اثر نخستین اوکی‌یوئه از مجموعهٔ سی و شش چشم‌انداز از کوه فوجی اثر هوکوسائی بود. این مجموعه بین سال‌های ۱۸۲۳ تا ۱۸۳۵ (دورهٔ ادو) خلق و منتشر شد. موج بزرگ کاناگاوا معروف‌ترین اثر هوکوسائی شد.
در این نقاشی، موج بزرگی دیده می‌شود که قایق‌ها را در نزدیکی کرانهٔ استان کاناگاوای ژاپن تهدید می‌کند. سرنشینان قایق‌ها کاملاً مغلوب قدرت موج عظیم شده‌اند. کوه فوجی در پس‌زمینهٔ نگاره دیده می‌شود. منظور از این موج احتمالاً سونامی نبوده بلکه یکی از موج‌های بزرگ اقیانوس در آن ترسیم شده. تمامی ۳۶ نقاشی هوکوسائی ترسیمی است از مناطق پیرامون کوه فوجی تحت شرایطی ویژه.
نسخه‌هایی اوریژینال از این اثر در موزه ملی توکیو، موزه متروپولیتن نیویورک موزه بریتانیا، خانهٔ کلود مونه در گیورنی و کتابخانه ملی فرانسه در معرض نمایش است.